# Palazzo Friedrichsthal

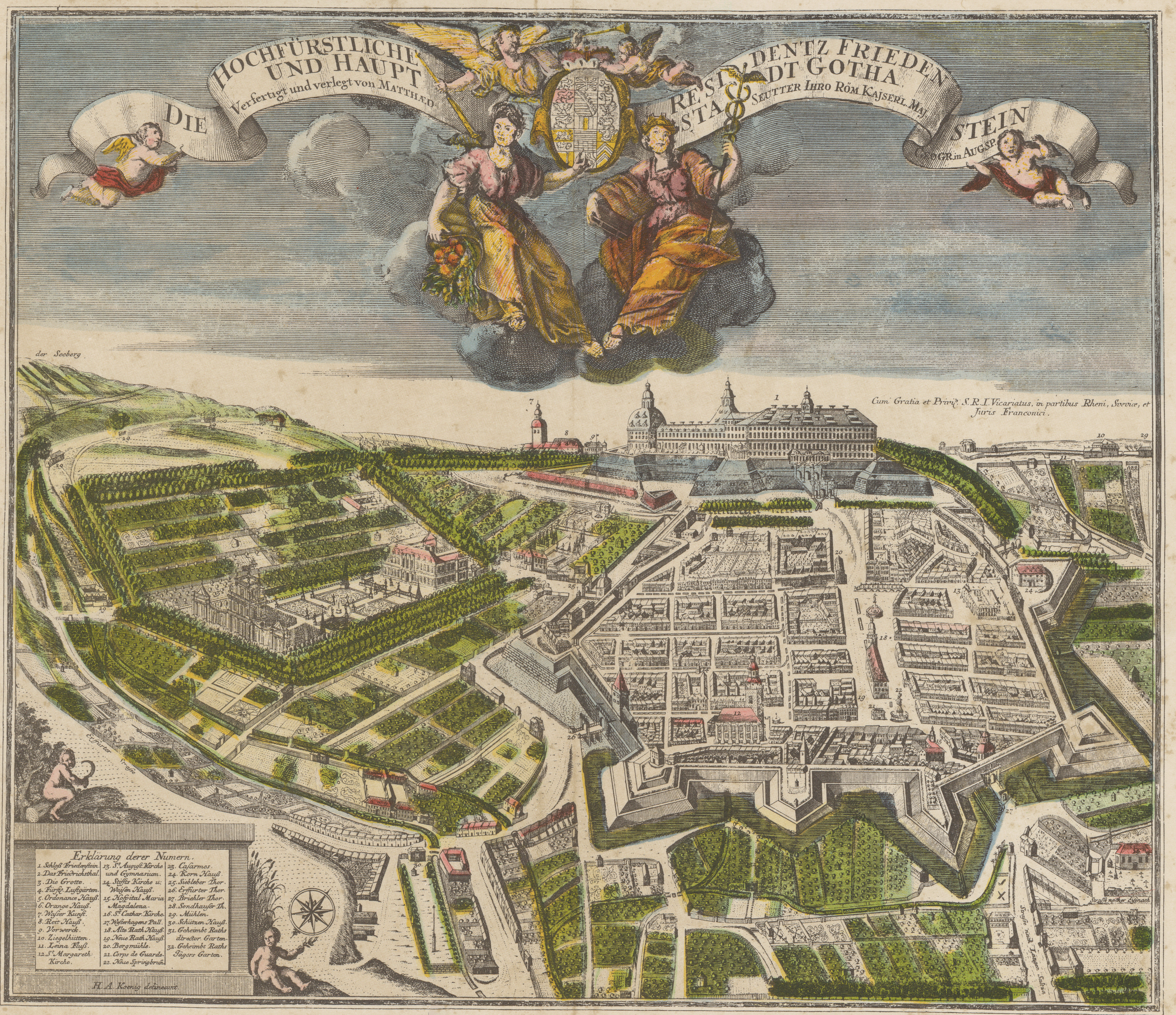
Vista colorata della città di Gotha del 1730 (incisione su rame)

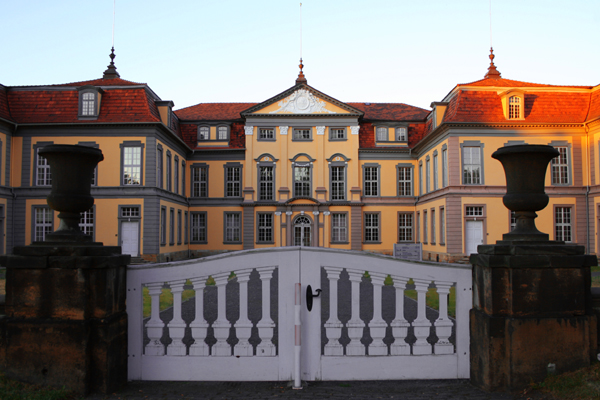
Palazzo Friedrichsthal

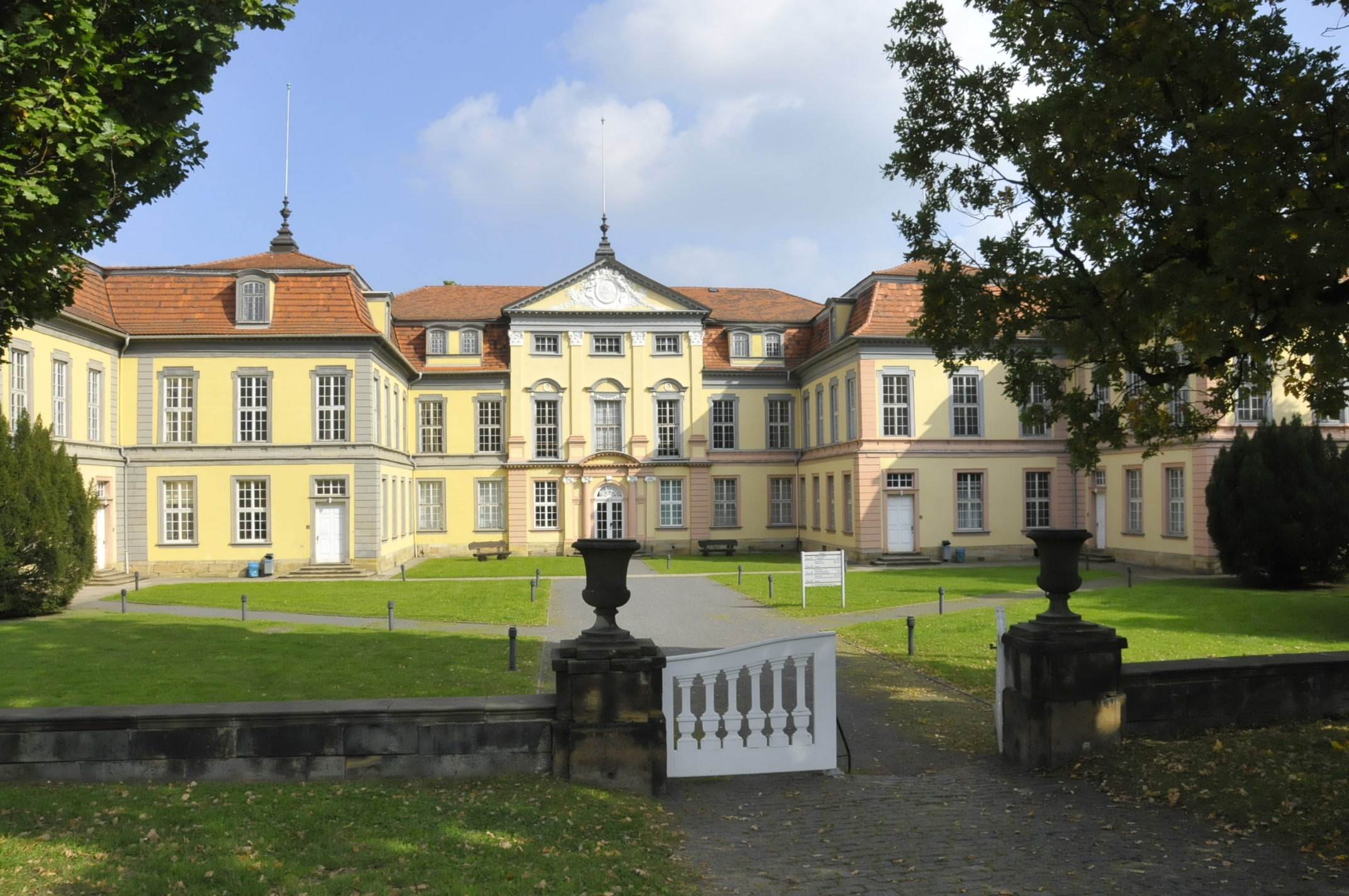
L'ampio cortile dinnanzi al palazzo

Il palazzo Friedrichsthal a Gotha, in Turingia, è un complesso di palazzi barocchi, ad est del Castello Friedenstein, del primo decennio del XVIII secolo.

## Storia
Dal 1708-1711 il duca Federico II di Sassonia-Gotha-Altenburg fece costruire un palazzo estivo, ad est, sotto le fortificazioni del Castello Friedenstein, sul viale di fronte alla porta Siebleber. Venne costruito sul modello della Reggia di Versailles, dall'architetto ducale di Gotha Wolf Christoph Zorn von Plobsheim, come complesso barocco a tre ali, e prese il nome dal duca e per la sua posizione nei pressi del castello ("Friedrichsthal").
Dietro il palazzo (sul lato est) venne creato un giardino barocco con numerose statue, giochi d'acqua e una grotta, che non è più conservata a causa di edificazioni successive.
Allo stesso tempo, venne costruita, di fronte al palazzo (sul lato ovest), l'Ordonnanzhaus, sede della guardia del corpo ducale a cavallo. Fu costruito anche un giardino a terrazze con una serra dietro l'Ordonnanzhaus come collegamento al Castello Friedenstein, che si trovava più in alto, e ospitava la collezione ducale di piante di agrumi. Questo giardino barocco, noto come Ordonnanzgarten (precursore dell'orangerie di oggi), era separato dal castello dal viale di fronte alla porta Siebleber e non era allineato architettonicamente con esso. L'intero complesso del palazzo, il giardino di piacere e il giardino dell'Ordonnanzhaus sono illustrati in un'incisione in rame, molto dettagliata, del 1730 (vedi foto accanto).
Su disposizione del duca Federico III Sassonia-Gotha-Altenburg e di sua moglie Luisa Dorotea, il giardino fu ampliato, dall'architetto Johann Erhard Straßburger, con un'orangerie più estesa. Per poter accogliere la crescente collezione ducale di piante esotiche, l'orangerie fu costruita tra il 1747 e il 1767 secondo il progetto del direttore regionale di Weimar, Gottfried Heinrich Krohne, al posto dell'Ordonnanzhaus e del giardino omonimo. Krohne progettò un sistema uniforme e simmetrico con due grandi edifici arancioni e serre vicine sui lati nord e sud. Allineò il tutto in prospettiva al palazzo di Friedrichsthal in modo tale che gli edifici dell'orangerie sembrassero un'estensione delle ali laterali del palazzo e formassero un collegamento attraente dal punto di vista architettonico e visivo con il parco e il castello di Friedenstein.
Nel 1781, il capomastro del duca di Gotha, Johann David Weidner, progettò gli edifici ad ala in espansione del palazzo Friedrichsthal, che furono completati solo nel 1793 da suo figlio, Friedrich David Weidner.
Nel 1821, il duca Augusto di Sassonia-Gotha-Altenburg diede il palazzo a sua moglie, Carolina Amalia di Assia-Kassel, insieme al vicino Palazzo d'inverno e al Teeschlösschen, che la duchessa usò come residenza estiva fino alla sua morte nel 1848. Negli anni 1860 e 1870, il palazzo fu la residenza del principe Leopoldo von Sachsen-Coburgo e Gotha, fratello del re portoghese Ferdinando II, e nell'aprile 1861, anche di Constance Geiger, prodigio musicale, pianista, compositrice e attrice, da lui incontrata nella Schottenkirche di Vienna. Non fu un matrimonio morganatico. Il principe Leopoldo e Constanze Geiger si erano sposati ufficialmente a Vienna senza prima ottenere l'approvazione del duca Ernesto II di Sassonia-Coburgo e Gotha. La relazione inizialmente molto tesa, tra il duca Ernesto e il principe Leopoldo e Costanza, si trasformò in una relazione amichevole dopo la ristrutturazione nel 1863. Con la sua esperienza come attrice, Freifrau von Ruttenstein partecipò a spettacoli privati al teatro Ekhof nel castello Friedenstein e anche al teatro della corte di Coburgo (Minna von Barnhelm) nel 1869 e nel 1870.
Il palazzo fu danneggiato durante i bombardamenti aerei nel 1944/1945. Dopo la fine della seconda guerra mondiale, vi si stabilì il comandante dell'amministrazione militare sovietica in Germania (SMAD), prima che la scuola di ingegneria per le tecnologie delle operazioni di trasporto (ora collegio statale per l'edilizia, l'economia e i trasporti) vi si trasferisse nel 1958.
A causa delle numerose riconversioni, la struttura storica, all'interno del palazzo, è stata cambiata così tanto, nel tempo, che oggi rimane solo l'arredamento barocco. Il palazzo, di proprietà della città, può essere visto all'interno, soltanto durante l'annuale "Open Day" della scuola tecnica.

## Descrizione dell'edificio

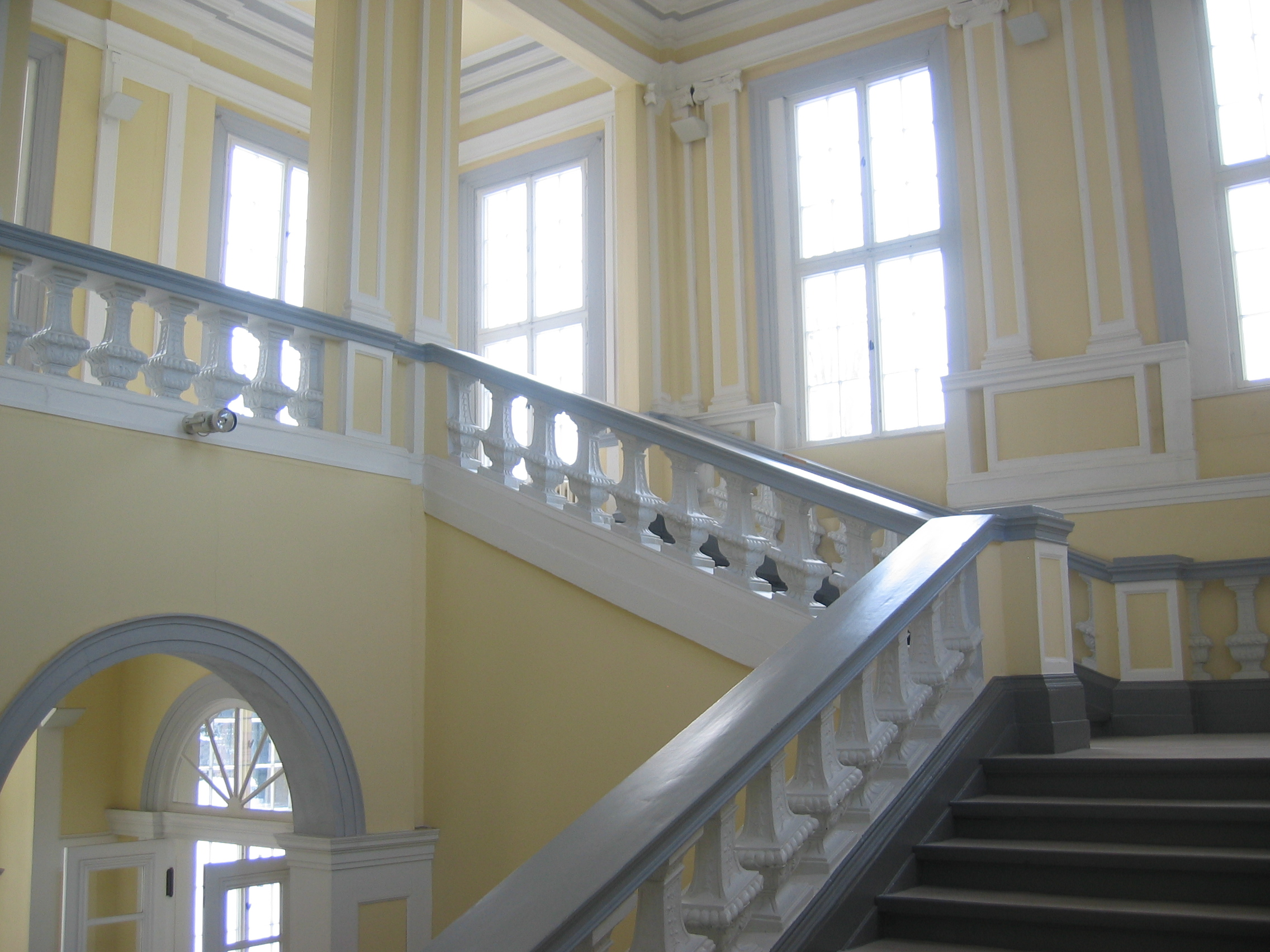
Tromba delle scale

Il palazzo è un classico complesso barocco a tre ali con un'ala centrale e originariamente due ali laterali che circondavano un cortile. Un padiglione a un piano era posto di fronte a ciascuna delle ali laterali, spostato verso l'esterno. Questi due padiglioni furono sostituiti da edifici ad ala a due piani già nel 1793 e ancora oggi modellano l'immagine del palazzo. Le sue facciate sono mantenute semplici ad eccezione degli avancorpi centrali della facciata principale rivolta ad ovest. Il portale principale mostra un arco a tutto sesto incorniciato da colonne ioniche, fiancheggiato da entrambi i lati da lesene ioniche con intablatura corinzia a gomito con urne agli angoli. Il frontone ad arco piatto era originariamente ornato da due figure femminili distese, che oggi non sono più conservate. Le tre finestre superiori avevano frontoni ad arco con angoli orizzontali. Su quattro lesene corinzie, che appaiono al piano superiore, c'è una cornice principale profilata in stile corinzio romano, che è adornata da un ampio timpano triangolare con il grande stemma della casa di Sassonia-Gotha-Altenburg. 

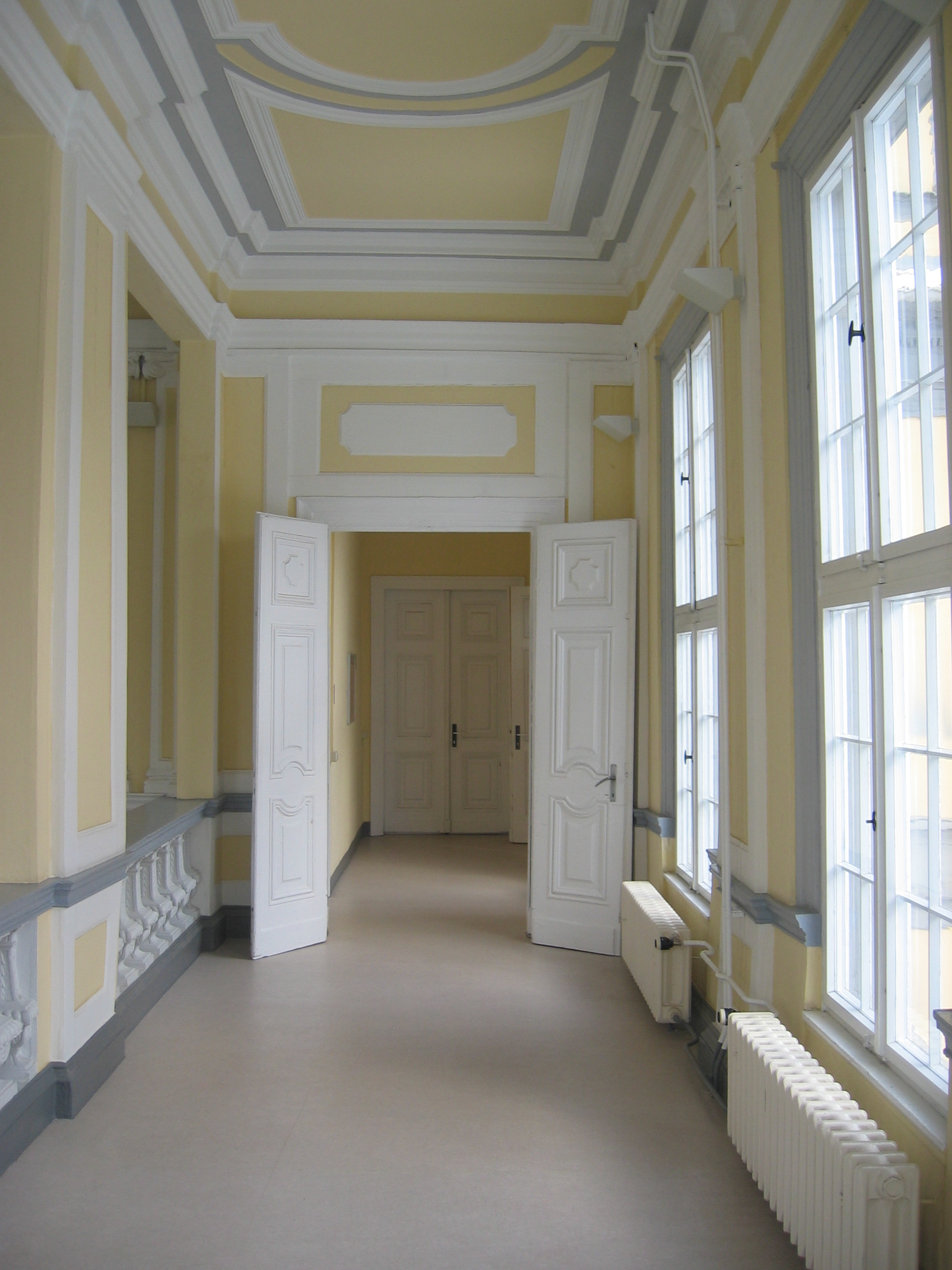
Un interno

Nell'ala centrale e nell'ala nord (qui è ancora conservata la generosa scala con pesanti balaustre su una pianta quadrata, le pareti sono strutturate con lesene ioniche, mentre il soffitto piatto mostra una semplice divisione a cassettone) originariamente conteneva maestose stanze. L'ingresso principale era nell'asse centrale dell'edificio, ma ora vicsi trova l'ex sala d'ingresso con colonne ioniche. Una sala ottagonale con nicchie di conchiglie e volte a specchio, originariamente adiacenti alla sala, è ancora parzialmente conservata. Il piano superiore dell'ala centrale contiene una grande sala con semplici soffitti in stucco sull'asse di fronte alla strada. Sul lato giardino c'è una galleria che rappresenta una copia ridotta della galleria degli specchi di Versailles. Dopo il 1945, tuttavia, gli specchi e quasi tutto lo stucco sui muri e sul soffitto sono stati rimossi. Un balcone con una delicata ringhiera in ferro battuto conduce dalla galleria all'ex giardino barocco sul lato est del palazzo. Alcune stanze al piano superiore presentano ancora stucchi con angeli e ghirlande in stile rococò, che sono in parte interrotti da successive pareti divisorie.

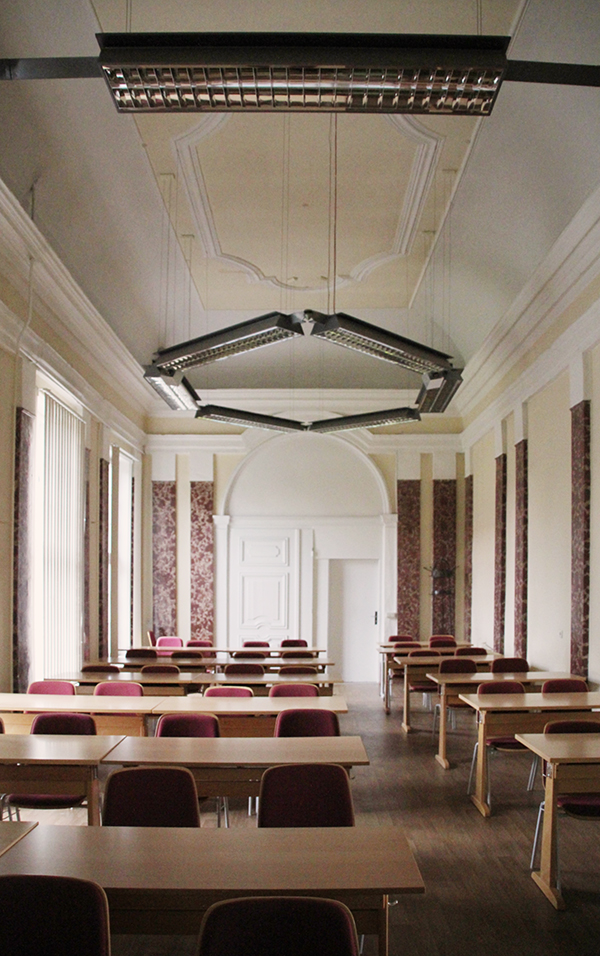
Ex sala degli specchi